# 1450 Раймонда
1450 Раймонда (1450 Raimonda) — астероїд головного поясу, відкритий 20 лютого 1938 року.
Тіссеранів параметр щодо Юпітера — 3,383.